# Гоа Лавах
Гоа Лавах — балийский индуистский храм, расположенный в округе Клунгкунг, Бали, Индонезия. Гоа Лавах входит в число «шести святынь мира», шести самых святых мест поклонения на Бали. Гоа Лавах известен тем, что построен вокруг пещеры, в которой обитают летучие мыши, отсюда название Гоа Лавах или «пещера летучих мышей».

## Описание
Гоа Лавах находится в деревне Песинггахан, округ Клунгкунг, Бали. Большой комплекс Гоа Лавах расположен на северной стороне главной дороги Джалан Рая Гоа Лавах, на пляже Гоа Лавах.
Гоа Лавах включается в число «шести святынь мира», шести самых святых мест поклонения на Бали. Согласно балийским верованиям, они являются центральными точками острова и призваны обеспечить духовное равновесие на Бали. Количество этих самых священных святилищ всегда составляет шесть, но в зависимости от региона, конкретные храмы, которые перечислены, могут варьироваться.

## История

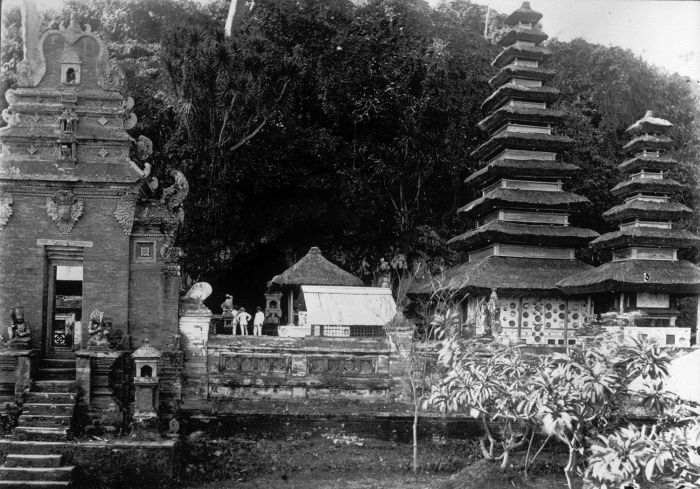
Гоа Лавах в начале 20-го века, видны украшения из керамических тарелок фарфора.

Храм Гоа Лавах основан в XI веке Мпу Кутураном. Мпу Кутуран был одним из первых священников, которые проповедовали индуизм на Бали. Храмовый комплекс первоначально был центром медитации для священников.
Когда голландцы напали на королевство Клунгкунг в 1849 году во время войны в Кусамбе, храм был одним из ключевых точек обороны во время войны. Конфликт в войне в Кусамбе произошёл между Королевской армией Ост-Индии Нидерландов во главе с Андреасом Виктором Михилсом и королевством Клунгкунг во главе с Девой Агунг Истри Канья.
Украшение храма менялось с течением времени. В начале 20-го века фарфоровые тарелки, прикрепленные к святыням и воротам Гоа Лавах, были обычным явлением. Это украшение все ещё можно найти в других старых храмах на Бали, таких как Пура Кехен. Сегодня фарфоровые тарелки в качестве украшений на святынях и воротах не используются.

## Храмовый комплекс

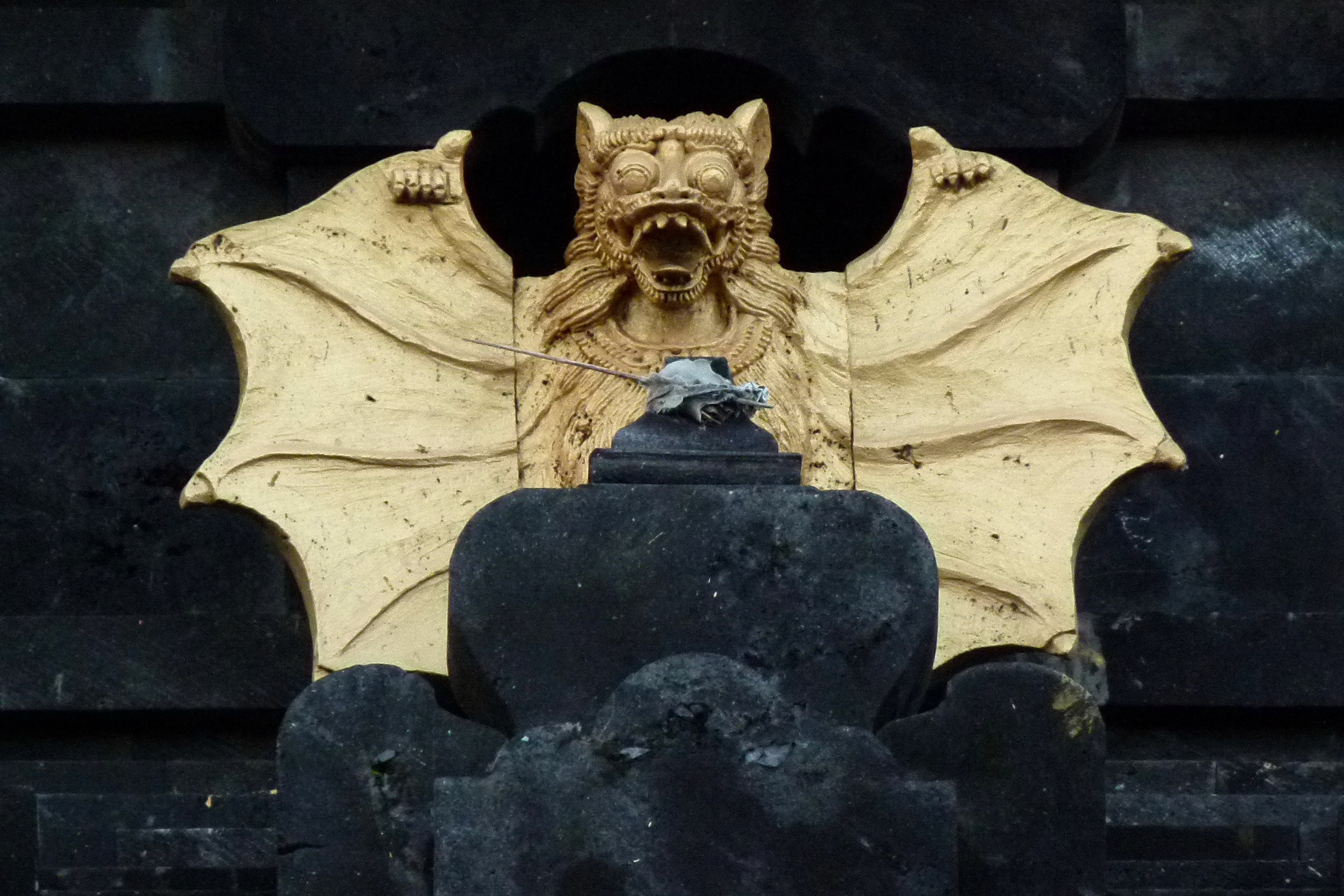
Украшения храма летучей мыши в Гоа Лавах, инкрустированные золотом.

Комплекс Гоа Лавах построен на холмистой местности. Он разделен на три части: внешнее святилище храма (джаба писан или древняя мандала), среднее святилище (джаба тенга или мадья мандала) и внутреннее главное святилище (джеро или утаманинг мандала).  
Вход в храмовый комплекс осуществляется через ворота чанди-бентар. Бале-кулкуль (колокольня для деревянного барабана) расположен к западу от этого входа. В первом внутреннем дворе храма, внешнем святилище или Джаба писане, есть три павильона (бале), расположенные в трех углах храмового комплекса. Один из павильонов — бале гонг, где хранятся инструменты оркестра гамелан. Вход в среднее святилище или Джаба Тенге расположен к западу от внешнего святилища.
Три портала кори-агунг отмечают вход во внутреннее святилище храма (jero). Внутреннее главное святилище состоит из трех башен меру, одна из которых посвящена Шиве. Несколько небольших святынь находятся в пещере, где обитают орды нектарных летучих мышей. Вход в устье пещеры отмечен воротами чанди-бентар. Другие святыни — это павильон, украшенный мотивами Нага Басуки, окружающими его ступени. Нага Басуки — изначальный дракон, который, как считается, сохраняет равновесие космоса.

## Ссылка
1. 1 2 3 4  Goa Lawah Temple in Bali. Hotels.com (2017). Дата обращения: 24 ноября 2017. Архивировано 10 июля 2017 года.
2. ↑  Sacred Sites of Bali. Sacred Sites. Дата обращения: 20 июля 2010. Архивировано 21 июля 2010 года.
3. ↑  Sukiswanti, P. Perang Kusamba Memakan Korban Jenderal Belanda. Sindonews.com (18 октября 2014). Дата обращения: 12 апреля 2015. Архивировано 15 ноября 2014 года.
4. ↑  Sujaya, I. M. Perang Kusamba, Kemenangan Gemilang Laskar Klungkung di Bumi Ilalang. Balisaja.com (25 мая 2015). Дата обращения: 12 апреля 2015. Архивировано 15 октября 2014 года.
5. ↑  Vickers, 1989, p. 79.
6. ↑  Stuart-Fox, 1999, p. 47.
7. ↑  Auger, 2001, p. 98.

## Цитируемые работы
- Bali & Lombok / Auger, Timothy. — London: Dorling Kindersley, 2001. — (Eyewitness Travel Guides). — ISBN 0751368709.
- Stuart-Fox, David. Religion and Ritual: Balinese Hindu Temples (англ.) / Fox, James J.. — Singapore: Archipelago Press, 1999. — (Indonesian Heritage). — ISBN 9813018585.
- Vickers, A. Bali: A Paradise Created. — Tuttle Publishing[англ.], 1989. — ISBN 978-1-4629-0008-4.